# Julius Lewin (Unternehmer)
Julius Lewin (geb. 22. April 1875 in Gollub (Provinz Westpreußen); gest. 1950 in New York City) war ein deutscher Unternehmer, baute die Zigarettenfabrik Yramos vor allem in Dresden auf und war bis 1938 deren Mitinhaber.

## Leben

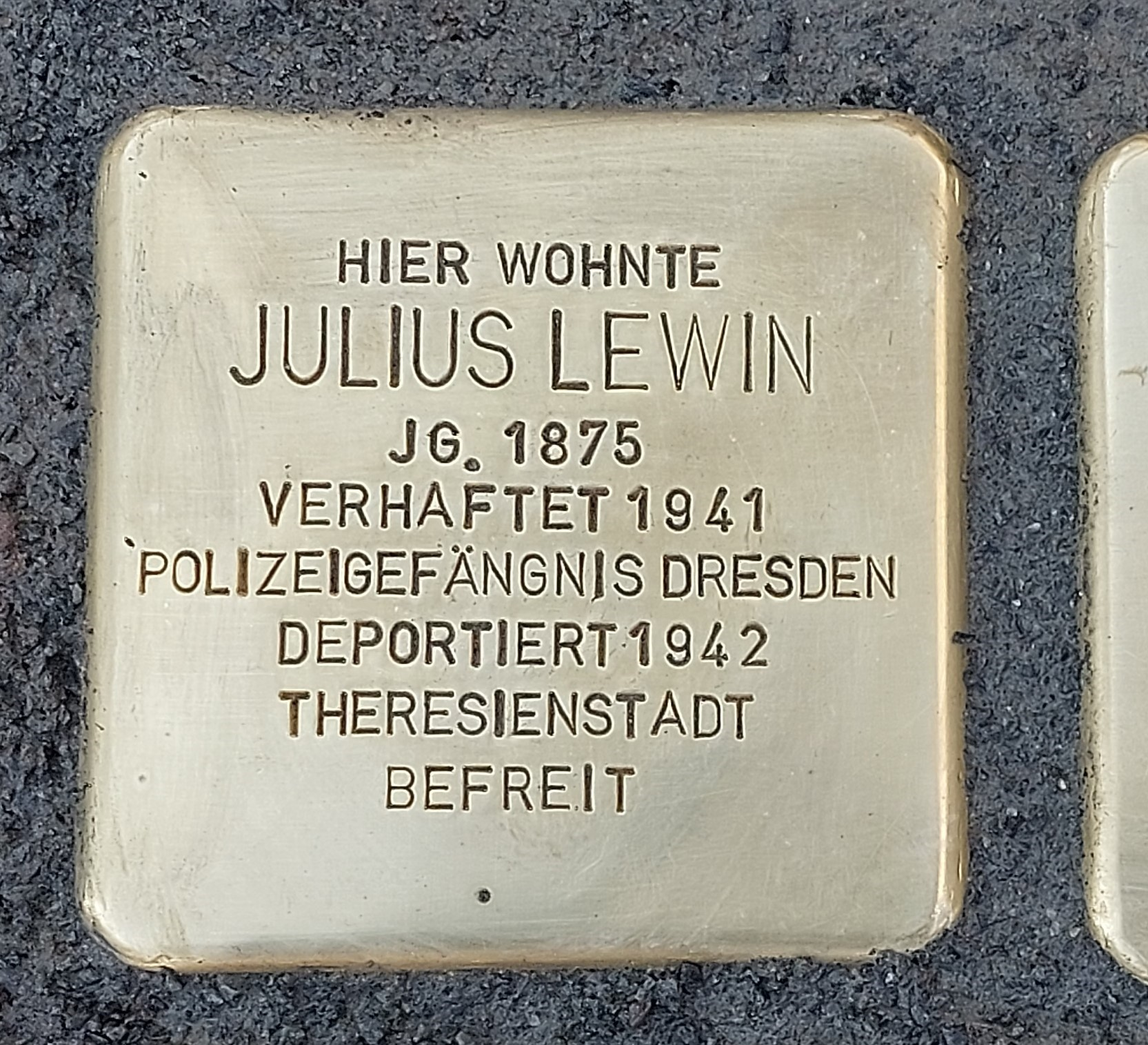
Stolperstein für Julius Lewin in Dresden

Im Jahr 1890 gründete sein Vater in Gollub seine erste Zigaretten- und Tabakfabrikation, in die er eintrat und die er später übernahm. Nach seiner Teilnahme am Ersten Weltkrieg verlegte er diese 1919 nach Dresden an die Freiberger Straße. Hintergrund waren die besseren wirtschaftlichen Perspektiven, aber auch, dass absehbar war, dass Gollub durch die Bestimmungen des Versailler Vertrages an Polen fallen würde.
Seit 1922 nannte Lewin die Firma Orientalische Tabak- und Zigarettenfabrik „Yramos“ Julius Lewin, die mit Qualitäts- und Markenzigaretten auf Jahresproduktion von etwa 500 Millionen Zigaretten kam, und sein Sohn Hermann Lewin wurde Mitinhaber. Das erwies sich als besonders wertvoll, denn dieser hatte sich zu einem hervorragenden Tabakkenner entwickelt und konnte die Marktposition vor allem durch Qualitätszigaretten festigen. 1932 zog das Unternehmen dann in die ehemalige Zigarettenfabrik von Wilhelm Lande in der Striesener Laubestraße 24 um.
Julius Lewin engagierte sich in der jüdischen Gemeinde in der orthodoxen Kultuskommission.
Hermann und Julius Lewin versuchten, trotz des Boykotts nach der nationalsozialistischen Machtergreifung, das Unternehmen weiterzuführen, wenngleich der Einkauf erstklassiger Rohtabake nicht mehr möglich war. Gleichwohl trat man der Interessengemeinschaft Zigarettenindustrie bei. Trotz ungünstiger Bedingungen war zunächst noch eine garantierte Marktquote (300 Millionen Stück pro Jahr) vorgesehen. Zwischen 1936 und 1937 fiel jedoch der Umsatz von 88 Millionen auf 42 Millionen Stück. Ende 1937 stimmte er seinem Sohn zu, das Unternehmen, in dem viele Juden beschäftigt waren, nach einer Gestapo-Razzia die Firma zu veräußern.
Im März 1938 kaufte der Reemtsma-Konzern die Firma, den Kaufpreis konfiszierte der NS-Staat. Anders als sein Sohn, der mittellos in die USA auswanderte, blieb er in Dresden.
Am 28. April 1942 wurde er mit seiner Ehefrau Sarah in das Ghetto Theresienstadt deportiert. Sarah überlebte dieses nicht, Julius Lewin konnte nach Kriegsende im Juni 1945 nach Dresden zurückkehren. Nach kurzem Aufenthalt folgte er seinem Sohn in die USA, wo er 1950 in New York verstarb.
Seit 2024 erinnern in Dresden Stolpersteine an sein Schicksal und das seiner Frau.